# Montmajor
Montmajor település Spanyolországban, Barcelona tartományban. Lakosainak száma 472 fő (2024).

## Földrajza
Montmajor Guixers, Navès, Fígols, Castellar del Riu, Capolat, L’Espunyola, Montclar, Viver i Serrateix és Cardona községekkel határos.

## Népesség
A település lakosságának változását az alábbi diagram mutatja:
| Lakosok száma | 364  | 691  | 861  | 744  | 690  | 459  | 487  | 476  | 464  | 472  |
|               | 1717 | 1887 | 1936 | 1960 | 1986 | 2004 | 2009 | 2014 | 2019 | 2024 |